# Fumiko Hayashi (femme politique)
Cet article concerne la femme politique. Pour l'article sur la romancière, voir Fumiko Hayashi.
Fumiko Hayashi (林 文子, Hayashi Fumiko) est une femme politique japonaise née le 4 mai 1946, qui a été maire de la ville de Yokohama, la capitale de la préfecture de Kanagawa, de 2009 à 2021. C'est la première femme à obtenir le poste de maire de cette ville. Elle a également eu une carrière de femme d'affaires, ayant notamment été la présidente de BMW Tokyo, de Nissan Tokyo et la présidente de Daiei, la plus grande chaîne de supermarchés au Japon.
En 2006, elle est classée 39e femme la plus puissante dans le monde, selon le magazine Forbes.

## Biographie

### Carrière industrielle

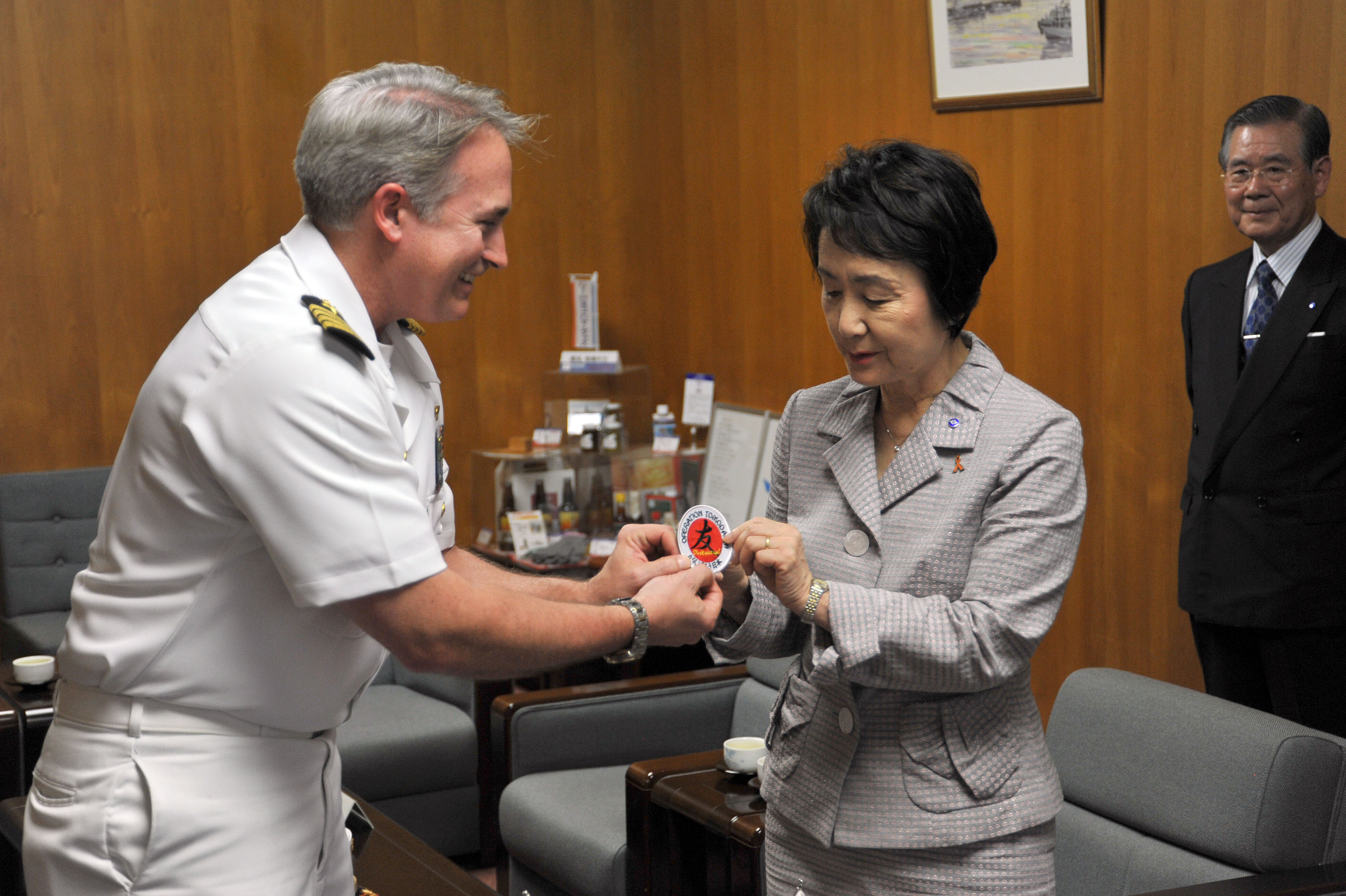
Rencontre entre Fumiko Hayashi et le capitaine Eric Gardner de l'US Navy en mai 2011.

Fille d'un primeur, Hayashi entre sur le marché du travail après l'obtention de son diplôme du Tokyo Metropolitan Aoyama High School en 1965, en travaillant dans un premier temps pour Toyo Rayon, une entreprise de textile japonaise. Après plusieurs autres postes qu'elle quitte, étant traitée différemment des autres employés masculins, elle rejoint en 1977 l'entreprise Honda, en tant que vendeuse. Bien qu'il soit rare qu'une femme soit prise à ce poste, elle devient en un an la vendeuse avec les meilleurs résultats dans l'entreprise. Après 10 ans chez Honda, elle est engagée chez BMW en 1987, où elle devient la meilleure vendeuse du showroom situé à Shinjuku. On lui propose ensuite le poste de présidence de Volkswagen Tokyo en 1999, qu'elle accepte avant de retourner chez BMW en 2003 au poste de présidente de la succursale de Tokyo et de directrice des ventes de la firme de tout l'archipel,.
En 2007, elle prend la présidence du groupe Daiei, la plus grande chaîne de supermarchés japonaise,, avant de retourner au secteur automobile en 2008, avec la présidence du groupe Nissan.

### Carrière politique

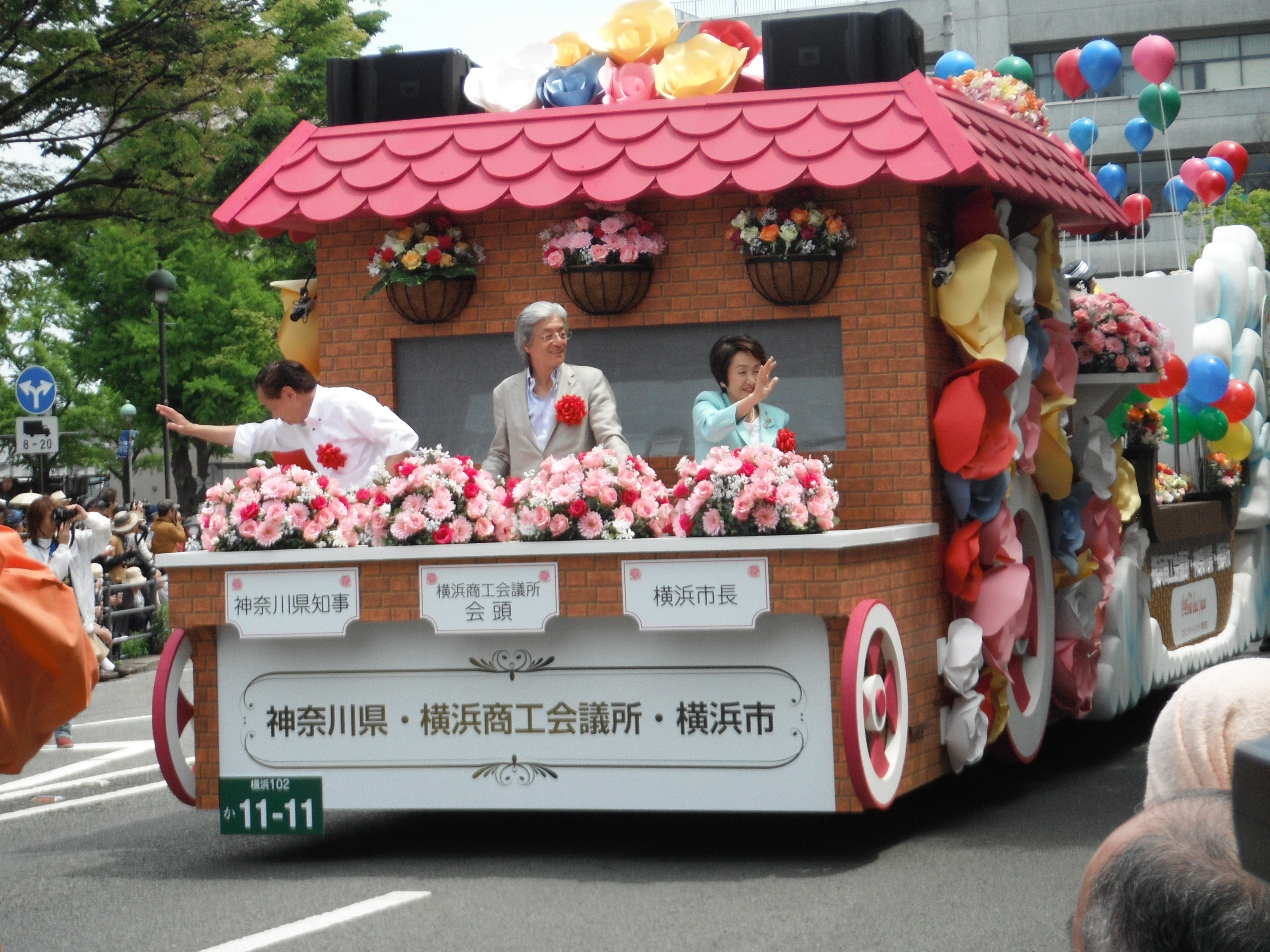
Hayashi Fumiko (à droite) lors d'une parade organisée par la ville de Yokohama.

Après la démission soudaine de Hiroshi Nakada, alors maire de Yokohama, elle se présente aux élections municipales, en tant qu'indépendante mais soutenue par le Parti démocrate du Japon ainsi que le Parti libéral-démocrate,. Elle base sa campagne sur la promesse d'utiliser son expérience de femme d'affaires pour réduire le déficit de la ville et de promouvoir des mesures visant à soutenir les jeunes parents à équilibrer leurs vies familiales et professionnelles. Elle est notamment opposée à un candidat du Parti communiste japonais. Une fois élue, elle devient alors l'une des neuf femmes maires du Japon.
Elle est réélue à ce poste à deux reprises, en 2013, opposée de nouveau à deux candidats soutenus par le Parti communiste japonais, et en 2017.
Durant son mandat, Hayashi s'engage notamment pour le développement des villes asiatiques à l'international, la plupart de ces villes ayant une population et une urbanisation qui augmente très rapidement. Ce développement passe notamment par des accords entre ces villes et avec d'autres pays, mais également par la promotion culturelle de ces villes, Yokohama organisant des festivals de danse par exemple. Pour Hayashi, le développement de Yokohama passe par le sport et elle le promeut ainsi, Yokohama accueillera certaines épreuves des Jeux olympiques d'été de 2020, mais également d'autres compétitions sportives, comme les championnats du monde de relais en 2019, ainsi que le base-ball (avec la construction du Yokohama Stadium). Elle est l'une des femmes japonaises les plus impliquées dans l'organisation de ces Jeux.
Elle s'engage aussi pour l'écologie, développant notamment à Yokohama un service public d'autopartage de véhicules électriques et en réduisant l'impact carbone de la ville. Elle s'engage également contre le harcèlement scolaire.
Le 23 août 2021, elle arrive en troisième place à l'élection municipale de Yokohama, et laisse ainsi son siège à Takeharu Yamanaka, candidat sans étiquette.

## Prises de position et place des femmes dans la société japonaise

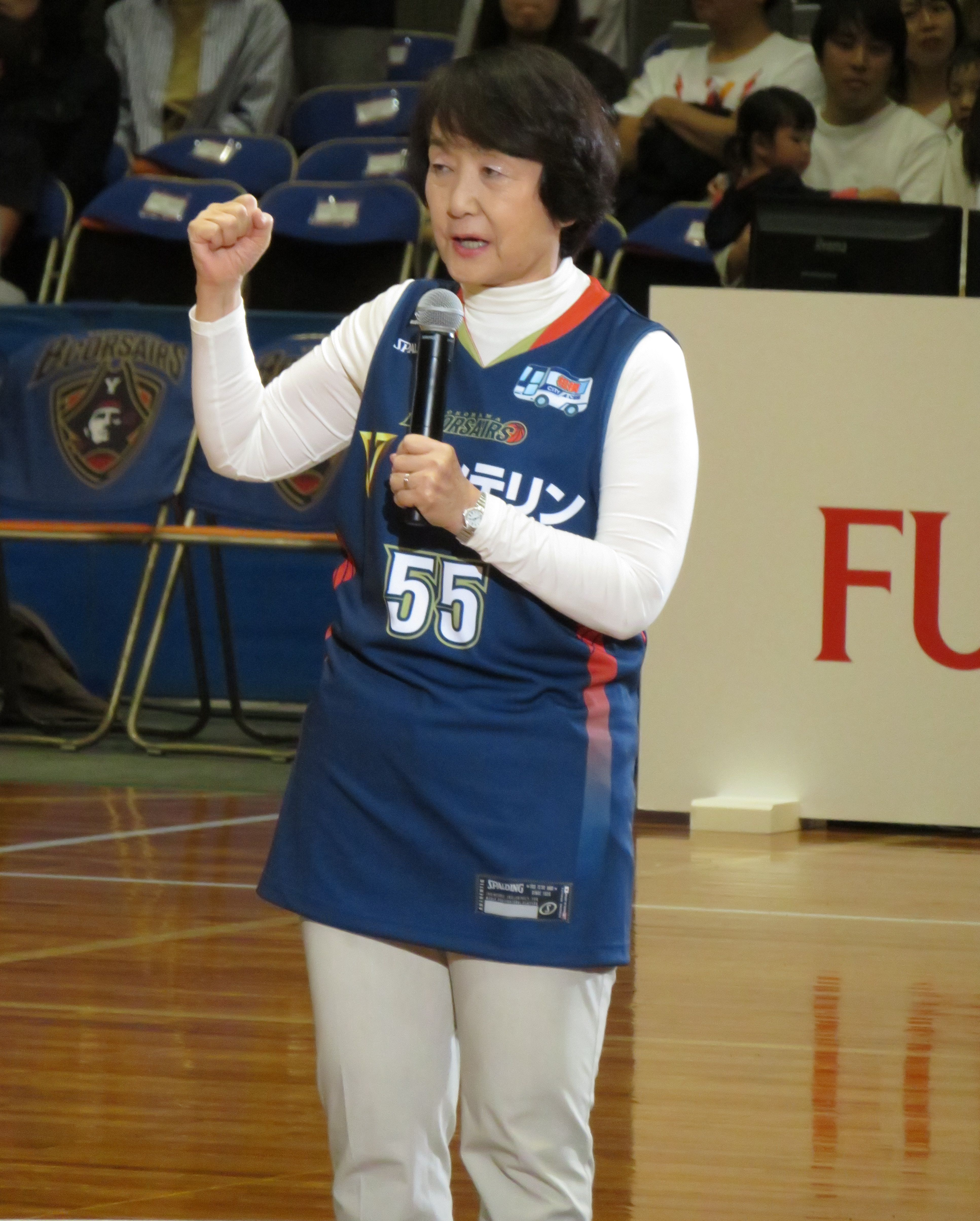
Hayashi Fumiko au gymnase culturel de Yokohama en octobre 2018.

Fumiko Hayashi estime que le principal obstacle dans sa vie professionnelle a été, en politique comme dans la vie d'entreprise, l'absence de précédentes femmes à ces postes, de modèles. En tant que femme politique, elle déclare ainsi œuvrer pour éviter à la nouvelle génération de femmes japonaises de se retrouver dans cette même situation. Lors de sa nomination chez Daiei, alors que tous les autres membres du bureau exécutif sont des hommes, elle déclare vouloir créer un modèle de succès dans les relations et l'égalité homme-femme en entreprise pour la nouvelle génération de femmes japonaises.
En 2006, le magazine Forbes la classe au 39e rang de son classement des femmes les plus puissantes du monde, première femme japonaise de ce classement. La même année, elle est classée 29e dans la liste des 50 femmes les plus puissantes dans le monde des affaires du magazine Fortune, perdant 19 places, étant classée dixième au même classement l'année précédente.
Amie de Yoshihide Suga, elle dit placer de grands espoirs en lui lors de son accession au poste de Premier ministre du Japon.
Amatrice de cinéma français, elle crée le festival du cinéma français au Japon dans la ville de Yokohama et reçoit en 2019 une photo dédicacée de l'acteur Alain Delon, en signe d'amitié entre la France et la ville de Yokohama.